# Organo della chiesa di San Ludgeri a Norden

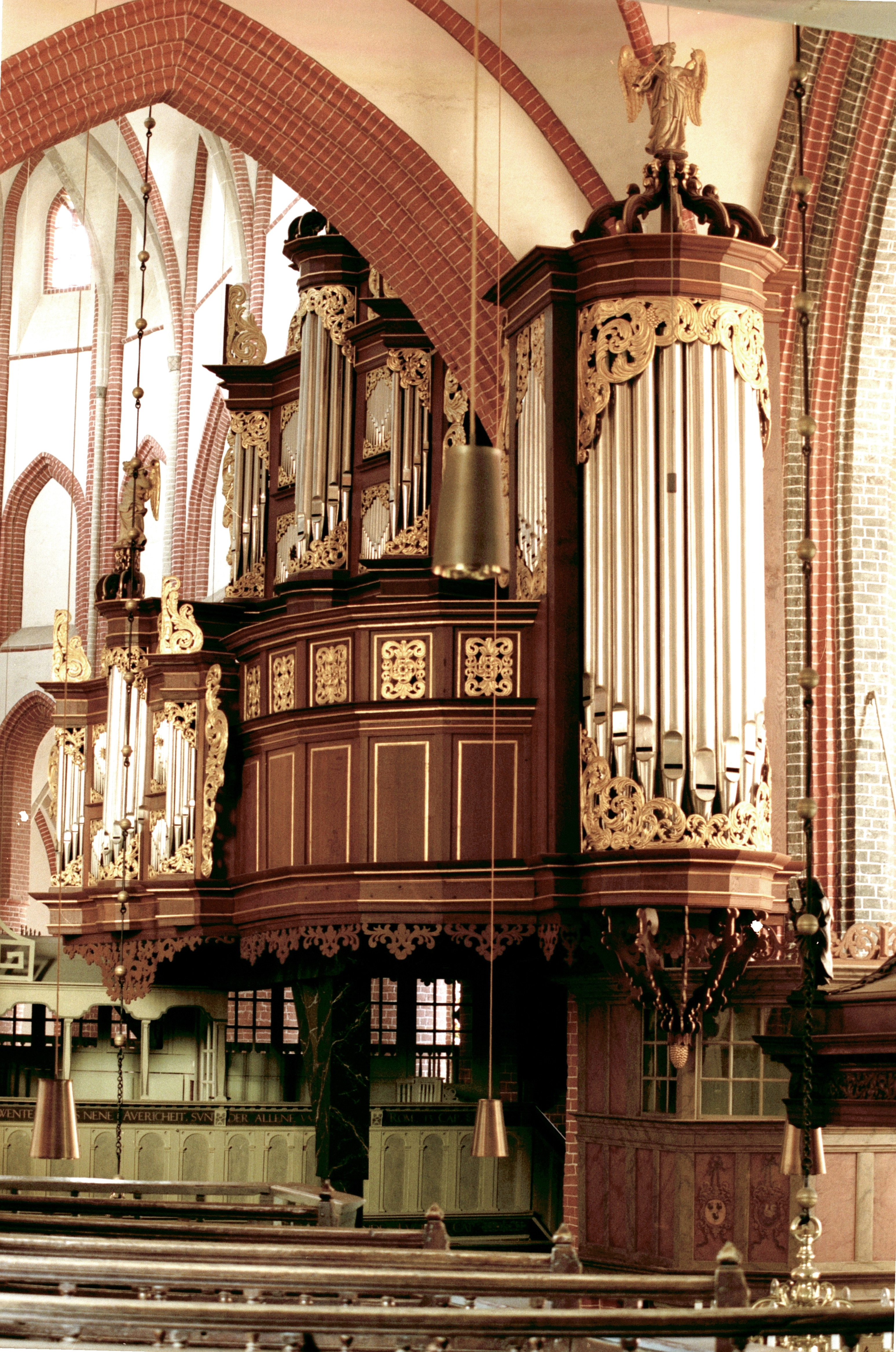
L'organo della chiesa di San Ludgeri a Norden.

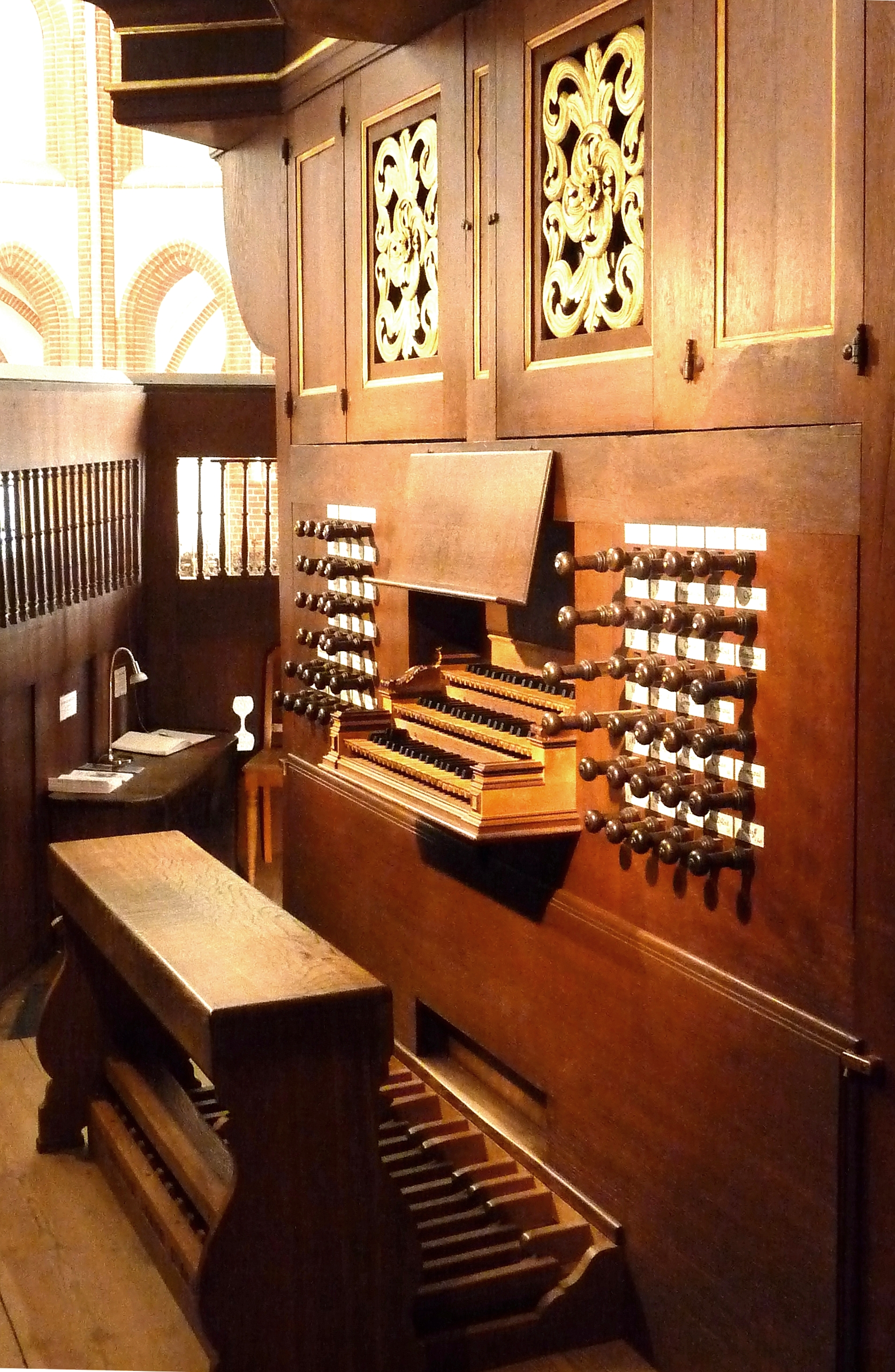
Vista della consolle.

Con organo della chiesa di San Ludgeri ci si riferisce a un organo monumentale costruito da Arp Schnitger a Norden, in Germania.

## Storia
La chiesa di San Ludgeri disponeva, dal 1618, di un organo realizzato da Edo Evers, il quale, per la sua costruzione, aveva riutilizzato parte del materiale di un vecchio strumento del 1567 di Andreas de Mare. L'organo Evers aveva tre manuali, pedaliera e diciotto registri ed era posizionato a ridosso della parete sud dell'edificio, in un punto acusticamente sfavorevole.
Arp Schnitger, contattato per la realizzazione di un nuovo strumento, decise di collocarlo fra il coro e il transetto, in modo che il suo suono fosse udibile in tutta la chiesa. Riutilizzando parte del materiale fonico preesistente, Schnitger realizzò, fra il 1686 e il 1688, un organo da 46 registri, con tre manuali e pedaliera. Fra il 1691 e il 1692 intervenne nuovamente per montare alcuni registri nuovi. Curiosa l'impostazione asimmetrica della cassa, caratterizzata da una singola la torre di basseria orientata verso la navata. 
Nel corso del tempo l'organo venne sottoposto a regolare manutenzione, ma, specialmente nel XIX secolo, fu anche soggetto a numerose manipolazioni che ne alterarono, secondo i diversi gusti estetico-musicali del momento, le caratteristiche foniche. Nel 1838, ad esempio, venne reintonato con il temperamento equabile.
Nel 1917 le canne del principale vennero vendute e fuse per scopi militari. Un primo restauro venne condotto negli anni 1929-1930 dalla ditta Furtwängler & Hammer, la quale, fra i vari interventi, rimosse la trasmissione meccanica in favore di quella elettrico-pneumatica. Nel 1943, per timore dei bombardamenti, l'organo venne completamente smontato e custodito in un monastero a Möllenbeck. Nel 1948 ritornò a Norden e fu rimontato da Paul Ott, il quale, negli anni 1957-1959, effettuò anche un restauro generale. 
Fra il 1981 e il 1985 l'organo venne restaurato filologicamente da Jürgen Ahrend, il quale lo riportò alle sue condizioni originarie. Ahrend ricostruì venticinque registri, le tastiere, i condotti portavento e ripristinò la trasmissione meccanica. Inoltre, eliminò il temperamento equabile e reintonò lo strumento secondo il temperamento mesotonico a un quinto di comma. 

## Caratteristiche tecniche
Attualmente la trasmissione è interamente meccanica, l'aria è fornita da tre mantici a cuneo, la pressione del vento è di 71,5 mm in colonna d'acqua, il corista del La corrisponde a 473 Hz e il temperamento è il mesotonico a un quinto di comma. La disposizione fonica è la seguente:
| Primo manuale - Rückpositiv |    |   |
| Principal                   | 8' | A |
| Gedact                      | 8' | E |
| Octav                       | 4' | S |
| Rohrfloit                   | 4' | S |
| Octav                       | 2' | E |
| Waldfloit                   | 2' | S |
| Ziffloit                    | 1' | S |
| Sexquialt                   | II | E |
| Terzian                     | II | S |
| Scharff                     | VI | A |
| Dulcian                     | 8' | A |
| Tremulant                   |    |   |
| Cymbelstern                 |    |   |

| Secondo manuale - Hauptwerk |        |   |
| Quintadena                  | 16'    | E |
| Principal                   | 8'     | A |
| Rohrfloit                   | 8'     | E |
| Octav                       | 4'     | E |
| Spitzfloit                  | 4'     | A |
| Quinta                      | 2' 2/3 | A |
| Nasat                       | 2' 2/3 | A |
| Octav                       | 2'     | E |
| Gemshorn                    | 2'     | S |
| Mixtur                      | VI     | A |
| Cimbel                      | III    | A |
| Trommett                    | 16'    | A |
| Vogelgesang                 |        |   |

| Terzo manuale - Brustpositiv |        |   |
| Gedact                       | 8'     | S |
| Blockfloit                   | 4'     | S |
| Principal                    | 2'     | A |
| Quinta                       | 1' 1/3 | S |
| Scharff                      | IV     | S |
| Regal                        | 8'     | A |

| Terzo manuale - Oberpositiv |       |   |
| Hollfloit                   | 8'    | S |
| Octav                       | 4'    | S |
| Flachfloit                  | 2'    | S |
| Rauschpfeiff                | II    | A |
| Scharff                     | IV-IV | A |
| Trommett                    | 8'    | A |
| Vox humana                  | 8'    | A |
| Schalmey                    | 4'    | A |
| Tremulant                   |       |   |

| Pedal        |      |   |
| Principal    | 16'  | A |
| Octav        | 8'   | E |
| Octave       | 4'   | A |
| Rauschpfeiff | II   | A |
| Mixtur       | VIII | A |
| Posaune      | 16'  | A |
| Trommett     | 8'   | A |
| Trommett     | 4'   | A |
| Cornet       | 2'   | A |

E = Edo Evers o Andreas de Mare.
S = Arp Schnitger.
A = Jürgen Ahrend.

## Galleria d'immagini

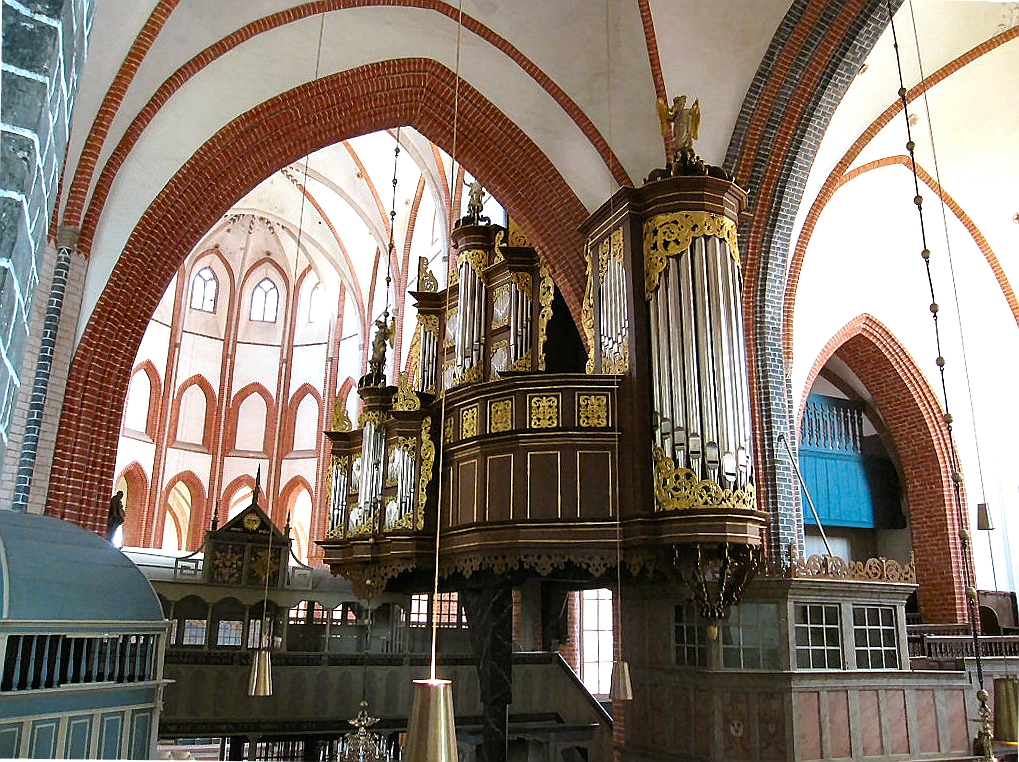
La collocazione dello strumento, fra il coro e il transetto della chiesa. In primo piano l'imponente torre di basseria.
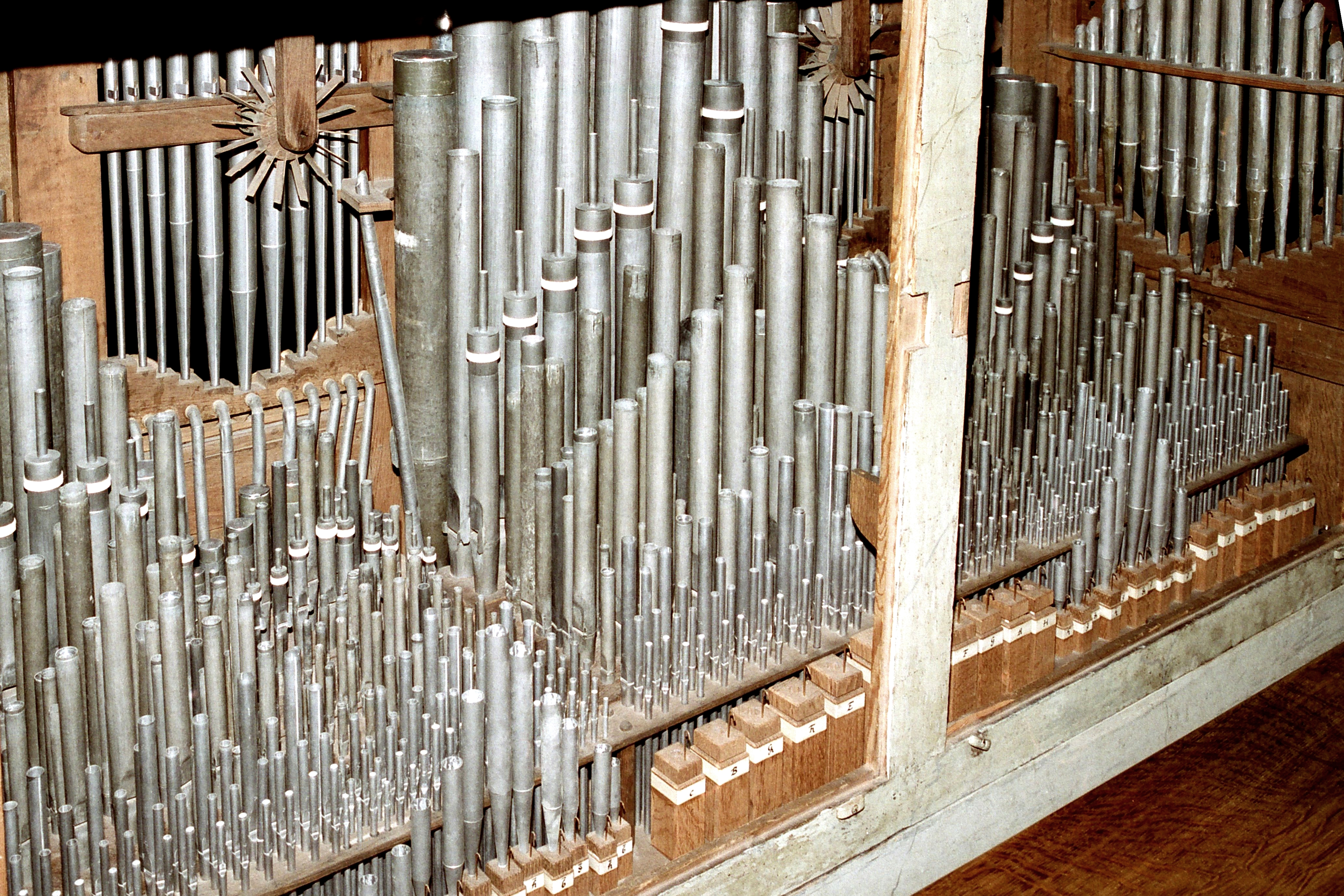
Vista delle canne del Rückpositiv. È possibile vedere, in alto, le ruote dei cymbelstern.
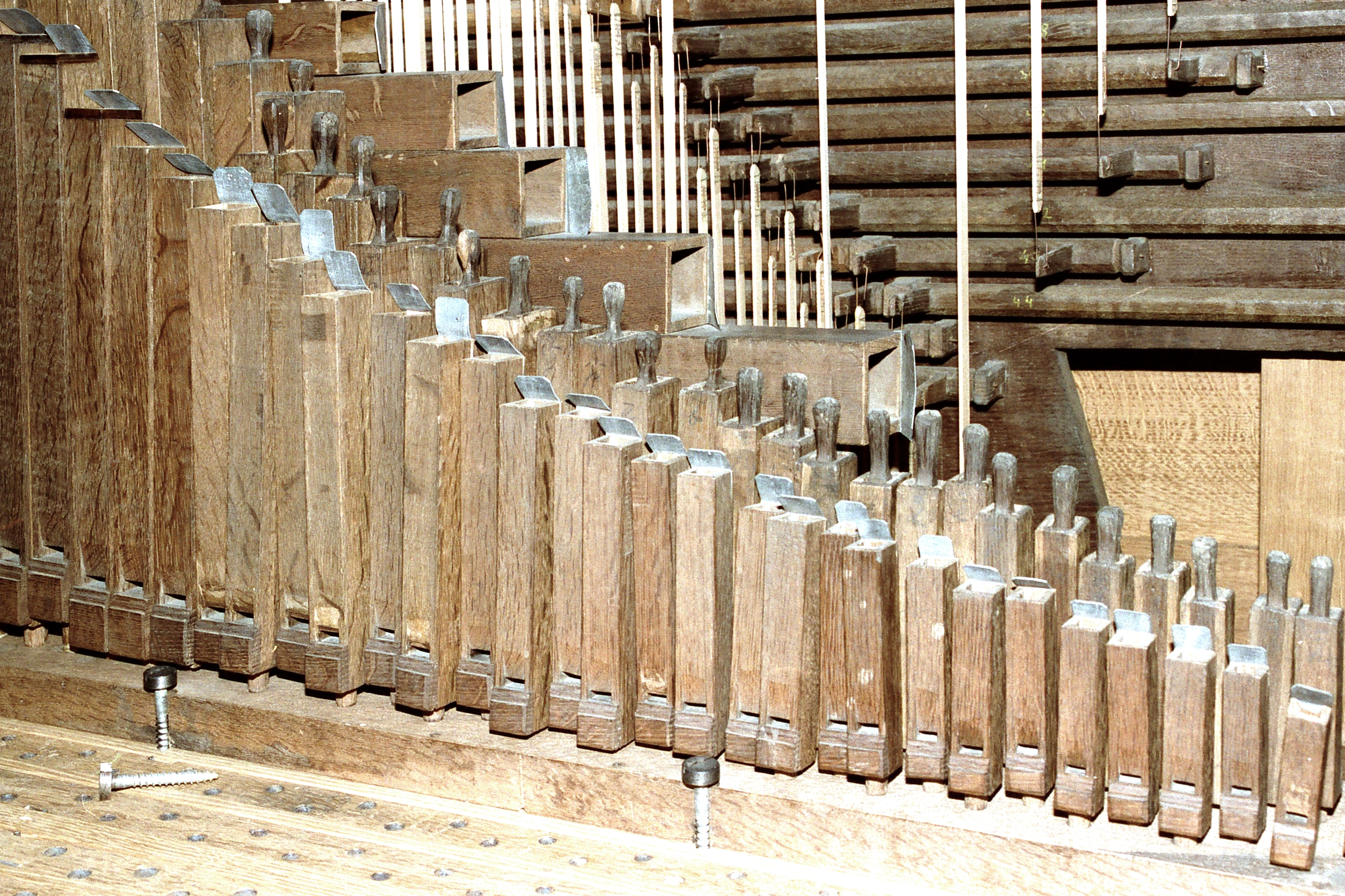
Le canne in legno del gedact 8' e del blockfloit 4' del Brustpositiv. Sullo sfondo, la catenacciatura dell'Hauptwerk.